# Natural Selection
Natural Selection é uma modificação (mod) popular do jogo  Half-Life. A sua concepção inovadora é uma mistura dos gêneros de jogos FPS como Counter Strike e estratégia em tempo real (RTS) como StarCraft.
O jogo foi criado por Charlie 'Flayra' Cleveland. Sua versão 1 foi publicada em 2002, e já se encontra na versão 3.2 final.
É um jogo multiplayer de ação/estratégia. Nele, os jogadores se juntam uma de duas equipes muito diferentes:
Frontiersmen—Marines, fuzileiros navais de elite, usam tecnologia avançada para fazer as naves e bases humanas progredirem. A vitória requer intenso trabalho em equipe e excelentes táticas de combate.
Kharaa—Aliens com poderosas habilidades evolucionárias e biológicas, caçam e destroem todos os intrusos que encontram. A vitória requer a adaptação mortal do combate e táticas para domínio de território.